# Jestem Bogiem (film)
Jestem Bogiem (ang. Limitless) – amerykański thriller sci-fi w reżyserii Neila Burgera z 2011 roku. W rolach głównych wystąpili Bradley Cooper, Abbie Cornish i Robert De Niro. Film powstał na podstawie powieści Dawka geniuszu (The Dark Fields) Alana Glynna i opowiada o pisarzu Edwardzie Morze, który w celu pełnego wykorzystania potencjału swojego mózgu zaczyna przyjmować narkotyk o nazwie NZT-48.
Zdjęcia do filmu rozpoczęły się w marcu 2010 i zakończyły się w maju tego samego roku. Były kręcone w Filadelfii (w stanie Pensylwania) i Nowym Jorku.

## Fabuła
Edward Morra jest, przeżywającym kryzys twórczy, pisarzem. Jego dziewczyna, Lindy, ma dość jego zachowania i postanawia z nim zerwać. Eddie spotyka Vernona, brata swojej byłej żony Melissy, który daje mu próbkę nootropiku o nazwie NZT-48. Po zażyciu tabletki odkrywa, że uzyskał dostęp do każdego swojego wspomnienia oraz udoskonalił umiejętności interpersonalne. Korzystając z nowych zdolności czyni duże postępy w pracy nad książką.
Następnego dnia Morra oddaje wydawcy efekty swojej pracy, a narkotyk przestaje działać. Eddie idzie do Vernona prosząc go o więcej NZT. Mężczyzna prosi pisarza o załatwienie kilku spraw, podczas jego nieobecności zostaje zamordowany. Po powrocie Edward kradnie zapasy byłego szwagra. Codzienne przyjmowanie tabletek pomaga mu dokończyć książkę i poprawić jakość swojego życia. Bohater postanawia wykorzystać swoje zdolności inwestując pieniądze.
Eddie szybko zaczyna zarabiać na giełdzie i pożycza 100 000 dolarów od rosyjskiego pożyczkodawcy, Gennady’ego. Zostaje zatrudniony w firmie maklerskiej i zaczyna ponownie spotykać się z Lindy. Rozpoczyna także pracę dla Carla Van Loona, który testuje jego umiejętności, prosząc o poradę na temat fuzji z firmą Hanka Atwooda. Po rozmowie z potentatem Eddie imprezuje przez osiemnaście godzin i traci większość wspomnień z tym związanych. Następnego ranka, podczas kolejnego spotkania z Van Loonem, Morra widzi w wiadomościach informację o zabójstwie kobiety, którą spotkał dzień wcześniej. Rozpoznaje ją i wybiega z budynku.
Dzwoniąc do ludzi z notatnika Vernona odkrywa, że wszyscy którzy zażywali NZT są hospitalizowani lub martwi. Okazuje się też, że śledzi go mężczyzna w płaszczu. Eddie spotyka się z Mellissą, która również brała lek, a kiedy próbowała go odstawić doświadczyła silnych problemów ze zdrowiem. Gennady znajduje Morrę i żąda natychmiastowego zwrotu pieniędzy wraz z odsetkami. Lichwiarz zabiera Edwardowi ostatnią tabletkę.
Desperacko szukając pigułek Eddie prosi Lindy o dostarczenie mu jego zapasów. Wracając z jego mieszkania kobieta zauważa idącego za nią mężczyznę w płaszczu. Dzwoni do partnera prosząc o pomoc, a ten rozkazuje jej zażyć narkotyk. Lindy ucieka przed śledzącym ją człowiekiem i zrywa z Morrą, mówiąc, że nie może być z kimś kto bierze NZT.
Edward eksperymentuje z NZT-48 i uczy się kontrolować dawkowanie, harmonogram snu i przyjmowane pokarmy, by zapobiec skutkom ubocznym. Wynajmuje też laboratorium w celu badania nootropiku, adwokata, który powstrzymuje policję przed śledztwem w sprawie śmierci Vernona oraz zamordowanej kobiety i ochroniarzy, mających ochronić go przed Gennadym, który grozi mu, by zdobyć więcej tabletek.
W dniu fuzji Atwood zapada w śpiączkę. Eddie rozpoznaje w kierowcy Hanka mężczyznę w płaszczu i stwierdza, że jego pracodawca musiał brać NZT. W trakcie wizyty Morry na policji jego adwokat kradnie z kieszeni marynarki cały zapas narkotyku, a podczas rozmowy z Van Loonem Edward otrzymuje paczkę zawierającą dłonie jego ochroniarzy. Pędzi do domu i zamyka się w nim, Gennady forsuje jednak wszystkie zabezpieczenia. Eddie zabija Rosjanina, po czym liże jego, zawierającą NZT, krew. Dzięki działaniu leku jest w stanie zabić pozostałych oprawców. Morra odzyskuje NZT z pomocą mężczyzny w płaszczu.
Rok później Edward zachowuje swój majątek, publikuje książkę i kandyduje do Senatu Stanów Zjednoczonych. Van Loon odwiedza go, informując że wchłonął firmę produkującą NZT-48 i zamknął laboratorium Morry. Proponuje mu zaopatrywanie w narkotyk w zamian za zostanie osobistym lobbystą, ten mówi jednak, że udoskonalił lek i nie potrzebuje pomocy. W ostatniej scenie Eddie spotyka się z Lindy na lunchu i składa zamówienie płynnym mandaryńskim.

## Obsada
- Bradley Cooper jako Edward „Eddie” Morra
- Robert De Niro jako Carlos „Carl” Van Loon
- Abbie Cornish jako Lindy
- Anna Friel jako Melissa Gant
- Johnny Whitworth jako Vernon Gant
- Richard Bekins jako Henry „Hank” Atwood
- Robert John Burke jako Donald „Don” Pierce
- Tomas Arana jako mężczyzna w brązowym płaszczu
- T.V. Carpio jako Valerie
- Patricia Kalember jako pani Atwood
- Andrew Howard jako Gennady
- Ned Eisenberg jako Morris Brandt[6]

## Produkcja
Jestem Bogiem powstało na podstawie powieści Dawka geniuszu autorstwa Alana Glynna. Scenariusz do filmu napisała Leslie Dixon, która wzięła za swoją pracę mniej pieniędzy niż zwykle, w zamian za zostanie producentką filmu. Razem ze swoim kolegą, Scottem Kroopfem, zwróciła się do Neila Burgera z prośbą o wyreżyserowanie filmu zatytułowanego The Dark Fields. Był to jego pierwszy film, do którego nie napisał scenariusza. W kwietniu 2008 roku ogłoszono, że główną rolę zagra Shia LaBeouf.
W listopadzie 2009 Bradley Cooper zastąpił LaBeoufa. W marcu 2010 do obsady dołączył Robert De Niro, w maju rozpoczęły się zdjęcia w Filadelfii. Film kręcony był także w Nowym Jorku. W grudniu 2010 tytuł filmu zmieniono na Limitless.

## Odbiór

### Box office
W weekend otwarcia film zarobił 18,9 miliona dolarów i zajął pierwsze miejsce w box office, pokonując takie filmy jak Prawnik z lincolna, Rango czy Inwazja: Bitwa o Los Angeles. Jestem Bogiem zarobiło około 79 milionów dolarów w USA i Kanadzie oraz około 157 milionów dolarów na świecie.

### Krytyka w mediach
W serwisie Rotten Tomatoes filmowi przyznano 69% na podstawie 192 recenzji, przy średniej ocenie 6,4/10. Na portalu Metacritic dostał on 59 punktów na 100, w oparciu o 37 opinii.
Roger Ebert z Chicago Sun-Times przyznał filmowi 2 i 1/2 gwiazdki, stwierdzając że "nie jest dobry, ale jego założenie jest intrygujące" a reżyser używa "nowatorskich efektów wizualnych". Na koniec dodał, że "Jestem Bogiem używa tylko 15, może 20 procent swojego mózgu. W sumie i tak więcej niż duża część filmów".
Kirk Honeycutt z The Hollywood Reporter napisał, że "Jestem Bogiem powinno być od tego o wiele inteligentniejsze", krytykując je za powielanie stałych elementów gatunku takich jak rosyjscy gangsterzy czy przestępcy z Wall Street. W recenzji pochwalił role Coopera, Cornish i Anny Friel, wyraził też uznanie dla zdjęć Jo Willemsa i scenografii Patrizii von Brandenstein.

### Nagrody
Film otrzymał nagrodę za najlepszy thriller na 2011 Scream Awards, był także nominowany do Saturnów 2012, przegrał jednak z Genezą planety małp.

## Spin-off
W październiku 2013 Bradley Cooper wyjawił, że on, Leslie Dixon i Scott Kroopf będą producentami wykonawczymi serialu telewizyjnego opartego na Jestem Bogiem. 3 listopada 2014 ogłoszono, że CBS sfinansuje odcinek pilotażowy Limitless. Głównym bohaterem miał zostać, niewystępujący w filmie, Brian Finch.
Neila Burgera, który nie mógł pogodzić prac nad Limitless i Bilions, w odcinku pilotażowym zastąpił Marc Webb. Reżyser został jednak producentem wykonawczym serialu. Showrunnerem serialu został Craig Sweeny. W najważniejsze postaci wcielili się Jake McDorman, Jennifer Carpenter, Hill Harper i Mary Elizabeth Mastrantonio.
CBS zamówiło pierwszy sezon w maju 2015. Serial został ogłoszony spin-offem filmu, zanim potwierdzono, że Bradley Cooper będzie regularnie powracał do roli Edwarda Morry.
Premiera Limitless odbyła się 22 września 2015 na stacji CBS.
25 maja 2016 Craig Sweeny ogłosił, że serial skasowano po jednym sezonie.